# Mauritz Kaffe
Mauritz Kaffe AB  var ett företag i Göteborg som sålde råa kaffebönor och som 1973−2012 även drev kafé – Mauritz Kaffehus. Företaget grundades 1888 som importör av kaffe. Åren 1973–2012 drev företaget kaféverksamhet, som ett av de äldre kaféerna i Göteborg. 2 september 2012 lades kaféverksamheten ned medan försäljningen av råkaffe fortsatte. År 2022 likviderades företaget.

## Historik

### Import och rosteri
Mauritz Kaffe grundades 1888 av Mauritz Svenson, och verksamheten gällde vid den tiden kaffeimport. Man köpte in råkaffe som såldes vidare till livsmedelsbutiker och lokala rosterier. Efter andra världskriget startade man själva med kafferosteri, vid en tid då Svensons sonson Bertil Mauritz drev företaget.

### Kaféstart
När Mauritz' son Tord Wetter (Tord Oscar Mauritz Wetter, född 1938) i sin tur 1971 tog över rörelsen, bestämde han sig för att förändra inriktningen på företaget. Efter en resa till Rom fick han idén om ett kafé i italiensk stil. Kaféet – Mauritz Kaffehus – öppnade 1973 på Magasinsgatan. Två år senare flyttade man till en 72 kvadratmeter stor lokal vid det centrala shoppingstråket Fredsgatan, där man genom åren kommit att bli välkänt inslag i stadsbilden och lite av en lokal kaffeinstitution. Man var en föregångare med nymalet kaffe i infusionsbryggare och har eget rosteri samt bageri.
Att prata kaffe med Tord var spännande och många är vi väl som  köpt en påse råkaffe, gammalt java, för att rosta själv. Tord visade själv att det gick utmärk i kaféet, vilket bidrog till den utmärkande doften. Menyn innehöll t ex en stor kopp ganska starkt kaffe som med fördel intogs till en bulle med greveost eller en rabarberbulle.

### Vägen mot kafénedläggning
2010 aviserade fastighetsägaren Hufvudstaden hyreshöjningar på 175 procent, eftersom man planerade att rusta upp hela kvarteret. Den hyreshöjningen äventyrade kaféets framtid, meddelade man från Mauritz Kaffe. Efter en hyrestvist beslutade Hyresnämnden att kaféet skulle få vara kvar i sina lokaler med oförändrad hyra ytterligare två år, en tid som sedan förlängts fram till 2012 års utgång. Det startades därefter flera namninsamlingar till stöd för Mauritz Kaffehus, något som dock inte hade formell betydelse i ärendet.
Kaféet var öppet för sista gången, i lokalen på Fredsgatan, den 1 september 2012, men företaget kommer även fortsättningsvis fortsätta att sälja (rå)kaffe. Förhandlingar pågick under augusti 2012 om ett nyöppnande av kaféet i Saluhallen, då för tillfället under renovering. Husägaren Higab såg gärna att Mauritz, ett som de uttrycker det välkänt och stort varumärke i Göteborg, flyttar dit. Samtidigt påpekade Higabs förvaltningsschef Johan Carlsson att man "just nu" (mitten av augusti) inte hade någon ledig plats. Senare under hösten meddelades dock att det inte fanns plats i den nyöppnade Saluhallen.

## Kafélokaler
- 1973–1975 – Magasinsgatan
- 1975–1 september 2012 – Fredsgatan